# Adeles ungewöhnliche Abenteuer
Adeles ungewöhnliche Abenteuer (frz.: Les Aventures extraordinaires d’Adèle Blanc-Sec) ist eine frankobelgische Comic-Serie aus der Feder des französischen Comic-Künstlers Jacques Tardi. Nach einer Vorabveröffentlichung in der Tageszeitung Sud-Ouest erschien das erste Album der Reihe 1976 bei Casterman. Ab 1980 erschienen Adeles Abenteuer vor einer Albenveröffentlichung in Fortsetzungen bei (à suivre).

## Handlung
Die Serie schildert die Abenteuer der Schriftstellerin Adele Blanc-Sec im Paris der Belle Époque. Die Abenteuer beginnen am 4. November 1911, als im Pariser Museum für Naturgeschichte ein prähistorisches Ei aufbricht und ein Flugsaurier ausschlüpft, der die Stadt in Angst und Schrecken versetzt. Adeles im wahrsten Sinne des Wortes „ungewöhnliche“ Abenteuer sind eine bizarre Mixtur aus Krimi und Phantasieerzählung. Adeles Welt ist bevölkert mit Okkultisten, verrückten Wissenschaftlern, Sauriern, Affenmenschen, lebenden Mumien und anderen Monstern. Die Handlungselemente lehnen sich als Pastiche und Parodie an französische Trivialromane der Jahrhundertwende wie Fantômas oder Das Phantom der Oper an, es finden sich auch Referenzen auf Sherlock Holmes, Frankenstein und King Kong. Diese werden oft ins Haarsträubende übersteigert und ironisiert. Auf narrative Schlüssigkeit und psychologische Charakterentwicklung verzichtet Tardi weitgehend: Warum der verrückte Wissenschaftler Adele mit seinem Hass verfolgt, erfährt man nicht. Zudem gibt es auch Anspielungen auf Tim und Struppi, deren Semi-Funny-Stil die Serie prägt. Ähnlich wie Hergé zeichnet Tardi die Schauplätze und Hintergründe mit nachgerade dokumentarischer Sorgfalt. Die sich grotesk verzweigende Handlung wird dabei mit realen Ereignissen der französischen Zeitgeschichte in den Jahren 1911 bis 1923 zu komplex konstruierten Erzählungen verwoben, sodass die Protagonistin schon am Ende des ersten Bandes seufzt: „Was für ein Durcheinander!“

## Hauptperson

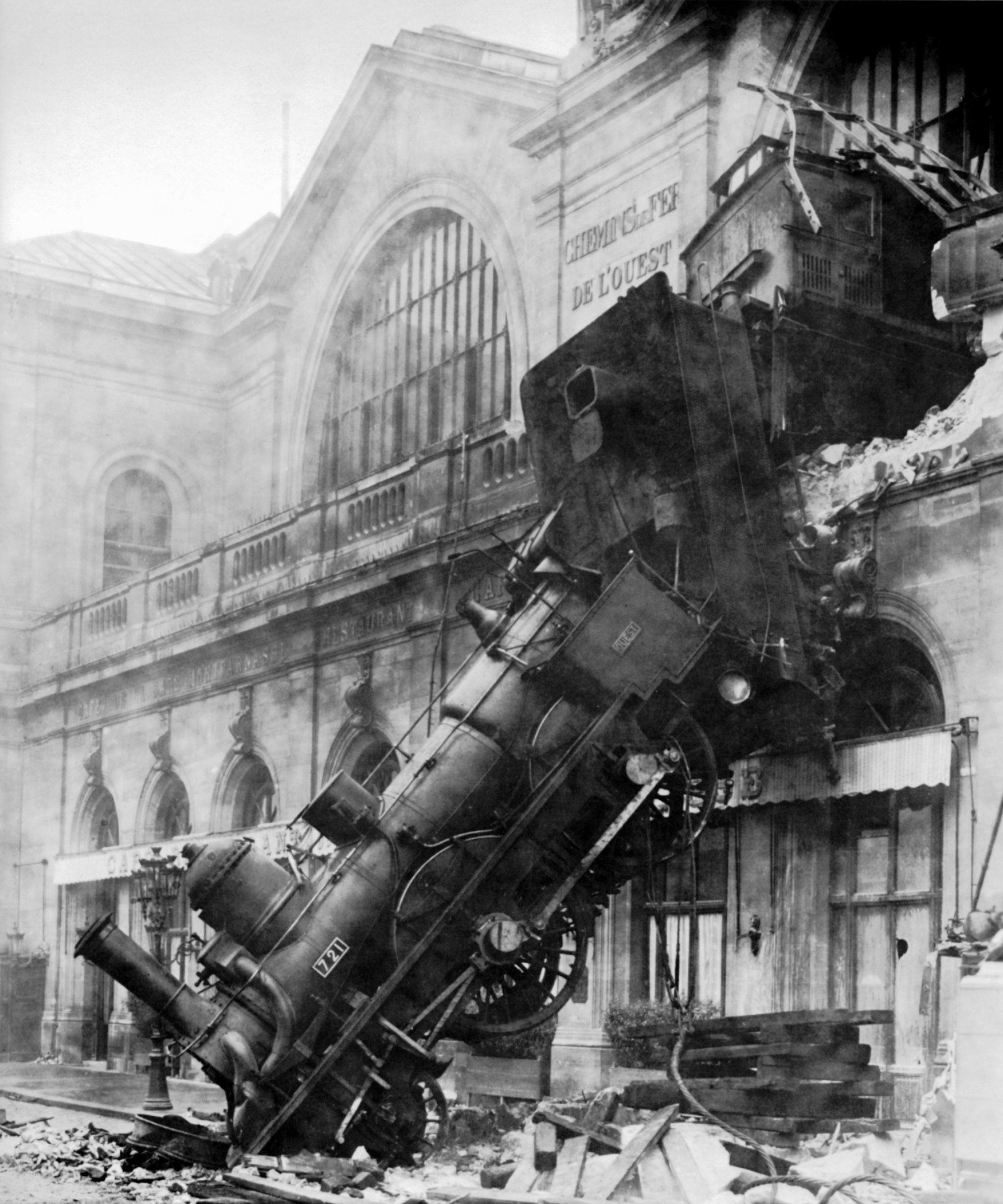
Ein Bild des Unfalls am Gare Montparnasse verwendet Tardi im Band Aufstand der Mumien für einen gescheiterten Mordversuch an Adele

Adele Blanc-Sec ist die schöne und mutige Heldin der Serie. Sie lebt in einem Pariser Appartement und bestreitet ihren Lebensunterhalt als Detektivroman-Autorin. Zumeist gegen ihren Willen wird sie immer wieder in mysteriöse Abenteuer verwickelt, in deren Verlauf ihr wiederholt nach dem Leben getrachtet wird. Nachdem sie bereits einige Mordanschläge überlebt hat, wird sie schließlich getötet und eingefroren, um einige Jahre später wieder zum Leben erweckt zu werden.
Historischer Hintergrund der ersten Bände der Comicserie sind die bewegten Jahre vor dem Ersten Weltkrieg, deren Stimmung Tardi überzeugend einzufangen und auf den Leser zu übertragen vermag. Es ist eine zumeist düstere, spannungsgeladene Atmosphäre, die mit sorgfältig recherchierten, detailfreudigen Zeichnungen wiedergegeben wird. Als die Serie im vierten Band im Jahr 1914 und damit am Ende dieser Epoche angelangt war, beschloss Tardi, Adele sterben zu lassen. Später verknüpfte er die Geschichte Adeles mit der von Lucien Brindavoine, der Hauptfigur aus seiner Comic-Erzählung über den Ersten Weltkrieg Das Ende der Hoffnung, der als fünfter Band in die Adele-Serie integriert wurde. Im sechsten Band ließ Tardi Adele im Jahre 1918 auf wundersame Weise wieder auferstehen.

## Bibliographie
Nachdem zwischen 1982 und 1984 der Carlsen Verlag die ersten vier Bände in deutscher Sprache veröffentlicht hatte, erschien die deutsche Übersetzung von Adeles ungewöhnliche Abenteuer ab 1989 bei der Edition Moderne. 2021–2023 folgten drei Sammelbände – allerdings ohne Band 5 – sowie ein abschließender Einzelband bei Schreiber & Leser. Folgende Alben sind bislang erschienen:
Die Vorkriegshandlung bis 1914 (gezeichnet 1976 bis 1978) erschien in vier Bänden:
- Band 1: „Adèle et la Bête“ (1976); dt. „Adele und das Ungeheuer“ (Carlsen, 1982; Ed. Moderne, 1989)
- Band 2: „Le Démon de la tour Eiffel“ (1976); dt. „Der Dämon vom Eiffelturm“ (Carlsen, 1982; Ed. Moderne, 1989)
- Band 3: „Le Savant fou“ (1977); dt. „Der Affenmensch“ (Carlsen, 1983; Ed. Moderne, 1989)
- Band 4: „Momies en folies“ (1978); dt. „Aufstand der Mumien“ (Carlsen, 1984 Ed. Moderne, 1989)

Der bereits 1974 erschienene und während des Ersten Weltkriegs handelnde Band „Das Ende der Hoffnung“ wurde als Band 5 in die Reihe aufgenommen. Der Protagonist ist Lucien Brindavoine. Adele Blanc-Sec tritt in diesem Band naturgemäß nicht in Erscheinung, findet jedoch in einem Einschub kurz Erwähnung. In anderen Ländern wird der Band als Einzelwerk gewertet und anders als in Frankreich und Deutschland nicht in der Nummerierung der Reihe aufgenommen. Die Abwesenheit Adeles wurde nachträglich durch deren Ermordung im vierten Band erklärt:
- Band 5: „Adieu Brindavoine et La fleur au fusil“ (1974); dt. „Das Ende der Hoffnung“, (Carlsen, 1984; Ed. Moderne, 1989)

Die späteren Bände (gezeichnet ab 1981) spielen nach Adeles Erweckung in der Zeit nach dem Ersten Weltkrieg zwischen 1918 und 1923. Bereits im Band 6 (Band 5 nach anderer Zählweise) treffen Lucien Brindavoine und Adele Blanc-Sec aufeinander. Brindavoine spielt nun in allen weiteren Bänden eine tragende Rolle an der Seite von Adele oder in parallelen Handlungssträngen:
- Band 6 (5): „Le Secret de la salamandre“ (1981); dt. „Das Geheimnis des Salamanders“ (Ed. Moderne, 1989)
- Band 7 (6): „Le Noyé à deux têtes“ (1985); dt. „Der Ertrunkene mit den zwei Köpfen“ (Ed. Moderne, 1989)
- Band 8 (7): „Tous des monstres !“ (1994); dt. „Alles Monster“ (Ed. Moderne, 1997)
- Band 9 (8): „Le Mystère des profondeurs“ (1998); dt. „Das Geheimnis der Tiefe“ (Ed. Moderne, 1999)
- Band 10 (9): „Le Labyrinthe Infernal“ (2007); dt. „Das teuflische Labyrinth“ (Ed. Moderne, 2008)
- Band 11 (10): „Le Bébé des Buttes-Chaumont“ (2022); dt. „Das Baby im Park Buttes-Chaumont“ (Schreiber & Leser, 2022)

Weitere Protagonisten aus eigenständigen Frühwerken von Tardi haben in der Reihe Gastauftritte. So die Hauptfiguren aus Tardis „Le Démon des glaces“ (1974, dt. „Der Dämon im Eis“) im Band 4 „Aufstand der Mumien“.
Der unbekannte Soldat aus „La Véritable Histoire du soldat inconnu“ (1974, dt. „Die wahre Geschichte vom unbekannten Soldaten“) wird im Band 6 als im Krieg vermisster Schriftstellerkollege erwähnt und auch ihr gemeinsamer Verleger eingeführt.
Auf Deutsch erscheint von 2021 bis 2023 im Verlag Schreiber & Leser eine Gesamtausgabe (Adele Blanc-Sec Sammelband I – III) mit jeweils 3 (Band 1,2) bzw. 4 (Band 3) Geschichten und editorialen Zusatzseiten, die die Arbeit Tardis und die Hintergründe der Serie beleuchten. 
Der Band „Das Ende der Hoffnung“ ist hier nicht enthalten.

## Verfilmung
2010 wurden Adeles ungewöhnliche Abenteuer von Luc Besson verfilmt. Der Film erschien am 30. September 2010 unter dem Titel Adèle und das Geheimnis des Pharaos in den deutschen Kinos. Die Hauptrollen spielen unter anderem Louise Bourgoin und Mathieu Amalric.